# خاشوپسه
خاشوپسه (به لاتین: Khashupse) یک منطقهٔ مسکونی در گرجستان است که در ناحیه گاگرا واقع شده‌است.